# Beteiligte Verkehrskreise
Beteiligte Verkehrskreise sind im deutschen Markenrecht Personengruppen, die mit markenmäßig gekennzeichneten Waren oder Dienstleistungen in relevantem Maße in Berührung kommen.

## Gesetzliche Relevanz
Das Markenrecht kennt zwei Fälle, bei denen beteiligte Verkehrskreise im Gesetz ausdrücklich genannt sind: zum einen die Verkehrsgeltung gemäß § 4 Nr. 2 Markengesetz (MarkenG) und zum anderen die Verkehrsdurchsetzung gemäß § 8 Abs. 3 MarkenG.

### Verkehrsgeltung

#### Rechtsgrundlage
Gesetzlich bedeutsam sind beteiligte Verkehrskreise hier bei der Prüfung, ob ein Zeichen als Marke Verkehrsgeltung erworben hat. Rechtsgrundlage hierfür ist die Alternative des § 4 Nr. 2 MarkenG, wonach der Markenschutz nicht durch Eintragung in das Markenregister, sondern "durch die Benutzung" des betreffenden "Zeichens im geschäftlichen Verkehr" entsteht, "soweit das Zeichen innerhalb beteiligter Verkehrskreise als Marke Verkehrsgeltung erworben hat".

#### Definition der beteiligten Verkehrskreise
Nach einer bereits vom Reichsgericht (RG) stammenden Definition sind beteiligte Verkehrskreise nicht die Mitbewerber, sondern die Abnehmer des das Zeichen benutzenden Unternehmens, also Händler und Verbraucher, eventuell auch Hersteller.

#### Bestimmungskriterien der beteiligten Verkehrskreise
Zur relevanten Personengruppe der Verkehrskreise zählen diejenigen, für deren Produktentscheidung die Identifizierungsfunktion des benutzten Zeichens bedeutsam ist. Die relevante Personengruppe der beteiligten Verkehrskreise wird also in jedem Einzelfall durch die jeweilige Zweckbestimmung und die Absatzchancen der betreffenden Produkte (bzw. Dienstleistungen) bestimmt.

#### Art und Umfang der beteiligten Verkehrskreise im Einzelnen
Bei hochwertigen Gütern, wie z. B. Schmuck, Uhren, Pelzen usw., kann schon eine vergleichsweise kleine Personengruppe das Kriterium "beteiligte Verkehrskreise" erfüllen. Zur relevanten Gruppe gehören diejenigen Personen, die entweder solche Produkte erwerben oder an einem Erwerb interessiert sind und das Produktangebot beachten. Bei Produkten des täglichen Bedarfs dagegen, wie etwa Waren des Massenkonsums, gehören zum relevanten Teil der beteiligten Verkehrskreise alle Personen, die als Händler sowie als Verbraucher mit den Produkten in Berührung kommen. Nicht zum relevanten Teil der beteiligten Verkehrskreise zählen indessen Personen, die sich ernsthaft weder als Käufer noch als Interessenten für einen künftigen Erwerb des Produkts sehen, sondern bei denen ein Erwerb des Produkts allenfalls im Hinblick auf eine verstärkte Absatzwerbung und Preisherabsetzung durch den Hersteller bzw. Verkäufer möglich erscheint. In keinem Fall darf es sich allerdings bei der für das Kriterium "beteiligte Verkehrskreise" in Betracht kommenden Gruppe um einen unerheblichen Personenkreis handeln.

### Verkehrsdurchsetzung

#### Rechtsgrundlage
Hier geht es – anders als im Falle des § 4 Nr. 2 MarkenG, wo der Markenschutz unmittelbar durch Verkehrsgeltung entsteht, – um den Erwerb des Markenschutzes gemäß der Alternative des § 4 Nr. 1 MarkenG, nämlich durch Eintragung im Markenregister des Deutschen Patent- und Markenamts (DPMA). Die Besonderheit besteht hierbei darin, dass das zur Eintragung angemeldete Zeichen an sich nicht eintragungsfähig ist, weil der Eintragbarkeit die absoluten Schutzhindernisse des § 8 Abs. 2 MarkenG entgegenstehen. Gemäß § 8 Abs. 3 MarkenG können diese Hindernisse zum Teil, nämlich im Falle von § 8 Abs. 2 Nr. 1, 2 und 3 MarkenG, überwunden werden, "wenn die Marke sich vor dem Zeitpunkt der Entscheidung über die Eintragung infolge ihrer Benutzung für die Waren oder Dienstleistungen, für die sie angemeldet worden ist, in den beteiligten Verkehrskreisen durchgesetzt hat".

#### Definition der beteiligten Verkehrskreise
Nach Definition durch die höchstrichterliche Rechtsprechung sind als beteiligte Verkehrskreise i. S. v. § 8 Abs. 3 MarkenG die Kreise zu verstehen, in denen das Zeichen Verwendung finden soll oder Auswirkungen zeitigen wird.

#### Art der beteiligten Verkehrskreise
Es handelt sich hierbei vornehmlich um die Endabnehmer der betreffenden Waren oder Dienstleistungen. Hierfür kommen allerdings nicht nur die tatsächlichen Abnehmer, sondern auch alle potenziellen Verbraucher bzw. Empfänger der betreffenden Waren oder Dienstleistungen in Betracht. So zählen z. B. bei Produkten wie Gemüse- und Fruchtkonserven alle Verbraucher selbst dann zu den beteiligten Verkehrskreisen, wenn sie an den Verbrauch von Konserven nicht gewöhnt sind. Zwar gehören auch Handelskreise zu den beteiligten Verkehrskreisen. Eine Verkehrsdurchsetzung ausschließlich in dieser Beteiligtenkategorie und nicht auch bei den Endabnehmern wird indessen von der o.a. Rechtsprechung als nicht ausreichend angesehen.

#### Umfang der beteiligten Verkehrskreise
Bei der Bestimmung der für eine Verkehrsdurchsetzung eines an sich schutzunfähigen Zeichens i. S. v. § 8 Abs. 3 MarkenG erforderlichen Quantität der beteiligten Verkehrskreise wird man im Allgemeinen davon ausgehen können, dass es sich um die Mehrheit der in Betracht kommenden Personengruppen handeln muss. Eine Festlegung auf genaue Prozentzahlen erscheint jedoch weder möglich noch hilfreich. Denn der erforderliche Durchsetzungsgrad ist nicht nur durch die unterschiedlichen Markenformen des § 8 Abs. 2 Nr. 1 bis 3 und die verschiedenen Ausmaße eines Freihaltebedürfnisses der Wettbewerber bedingt, sondern hängt auch von den besonderen Umständen des Einzelfalles ab. So vermeidet es denn auch die Rechtsprechung stets, sich auf abstrakte Prozentwerte der beteiligten Verkehrskreise für den jeweils erforderlichen Durchsetzungsgrad festzulegen, setzt jedoch regelmäßig immerhin einen Durchsetzungsgrad von mindestens 50 % in den beteiligten Verkehrskreisen voraus.

### (Weitere) Differenzierung
Es fällt auf, dass im Falle des § 4 Nr. 2 MarkenG (Verkehrsgeltung) der Wortlaut "...innerhalb beteiligter Verkehrskreise..." gewählt ist, während im Falle des § 8 Abs. 3 MarkenG (Verkehrsdurchsetzung) von "den beteiligten Verkehrskreisen" gesprochen wird. Mit dieser Differenzierung will der Gesetzgeber deutlich machen, dass Verkehrsgeltung nicht mit Verkehrsdurchsetzung gleichgesetzt werden darf. Deshalb sind die zur Erlangung der Verkehrsgeltung i. S. v. § 4 Nr. 2 MarkenG erforderlichen Verkehrskreise nicht gleichbedeutend mit den Personengruppen, die eine Verkehrsdurchsetzung i. S. v. § 8 Abs. 3 MarkenG voraussetzt. Die jeweils beteiligten Verkehrskreise sind vielmehr nach Sinn und Zweck der jeweiligen Norm, nämlich einerseits unmittelbare Entstehung des Markenschutzes (§ 4 Nr. 2 MarkenG), andererseits Erwerb der Eintragungsfähigkeit als Marke eines eigentlich schutzunfähigen Zeichens (§ 8 Abs. 3 MarkenG), zu bestimmen. Die unterschiedliche Formulierung in den oben genannten Normen bedeutet des Weiteren, dass es zum Erwerb des Markenschutzes durch Verkehrsgeltung nicht auf die beteiligten Verkehrskreise insgesamt ankommt. Zwar genügt es für das Kriterium der Verkehrsgeltung nicht, wenn generell nur ein kleiner Teil der beteiligten Verkehrskreise das betreffende benutzte Zeichen als identifizierendes Unterscheidungszeichen und damit als Marke ansieht. Entscheidend ist vielmehr, dass es sich um einen relevanten Teil innerhalb beteiligter Verkehrskreise handelt. Verkehrsdurchsetzung i. S. v. § 8 Abs. 3 MarkenG muss dagegen "...in den beteiligten Verkehrskreisen...", also in deren Gesamtheit, stattfinden, um das angemeldete benutzte Zeichen als Marke eintragungsfähig zu machen. In der Praxis wird deshalb nicht selten für die Erlangung der Verkehrsgeltung i. S. v. § 4 Nr. 2 MarkenG ein geringerer Durchsetzungsgrad genügen als zum Erwerb der Eintragungsfähigkeit mittels Verkehrsdurchsetzung iS.v. § 8 Abs. 3 MarkenG.

## Weblink
Verkehrskreise-ipwiki.de